# Pierre Louis Dulong
Pierre Louis Dulong (Rouen, 1785. február 12. – Párizs, 1838. július 19.) francia fizikus és kémikus.

## Életpályája
Eleinte az orvosi pályára szánta magát, hogy minél előbb kenyérkeresethez jusson. De nagylelkűsége miatt még szegényebbé tette az orvosi praxis, mert Párizs legszegényebb negyedében lakván, betegei majdnem kivétel nélkül szegények voltak, akik között igen sokszor ő maga osztotta ki az orvosságot is ingyen. Később felhagyott az orvosi praxissal, s visszatért hazájába. Itt kezdetben botanikával foglalkozott, de csakhamar a kémiára adta magát. Előbb a kémia tanára volt a Faculté des sciences-en, az École normale supérieure-ön és az állatgyógyintézeten Alfortban, azután 1820-ban a fizika tanára és 1830-ban tanulmányi igazgató lett az École polytechnique-en Párizsban. A párizsi tudományos akadémia tagja volt. Petittel együtt meghatározta a szilárd, folyékony és légnemű testek és különösen a higany tágulási együtthatóit. Ugyanazon tudóssal megvizsgálta a fémek fajhőjét és a gázok hővezetőképességét. Ezen vizsgálatok közben a két tudós összefüggést talált az egyszerű testek atomsúlya és fajhője között, melyet róluk Dulong–Petit törvénynek neveznek. Az akadémia megbízásából Aragoval meghatározta a gázok térfogat-változásait különböző nyomásnál egész 27 atmoszféranyomásig. Szintén az akadémia megbízásából megvizsgálta a telített vízgőz feszítőerejét 100 és 214 fok között. Berzeliussal néhány gáz sűrűségét vizsgálta meg. Dulong megvizsgálta a gázkeverékek és összetett gázok fajhőjét és fénytörési képességét is. Despretz társaságában az állati hőfejlesztést tanulmányozta. Kémiai munkái a foszfor és a nitrogén oxigénvegyületeivel foglalkoznak. A nitrogén-triklorid (klórnitrogén, NCl3) felfedezése közben maradandó sérüléseket szenvedett.

## Nevezetesebb munkái
- Recherches sur quelques points importants de la théorie de la chaleur (1810)
- Recherches sur la mesure des températures et sur les lois de la communication de la chaleur (Paris, 1818)